# Micrapatetis leucozona
Micrapatetis leucozona är en fjärilsart som beskrevs av Turner 1902. Micrapatetis leucozona ingår i släktet Micrapatetis och familjen nattflyn. Inga underarter finns listade i Catalogue of Life.